# Tashvand
Tashvand (persiska: تشوند, Tasmān, تَسمان) är en ort i Iran.   Den ligger i provinsen Khorasan, i den östra delen av landet, 800 km öster om huvudstaden Teheran. Tashvand ligger 1 837 meter över havet och antalet invånare är 116.
Terrängen runt Tashvand är kuperad åt sydväst, men åt nordost är den platt. Runt Tashvand är det glesbefolkat, med 12 invånare per kvadratkilometer. Närmaste större samhälle är Asadīyeh, 13,5 km väster om Tashvand. Trakten runt Tashvand är ofruktbar med lite eller ingen växtlighet.